# Hermann Tittel
Pour les articles homonymes, voir Tittel.
Hermann Karl Richard Eugen Tittel (12 novembre 1888 à Wallendorf in Thüringen - 22 août 1959 à Münster) est un General der Artillerie allemand qui a servi au sein de la Heer dans la Wehrmacht pendant la Seconde Guerre mondiale.

## Biographie
Hermann Tittel est capturé par les forces alliées le 29 juillet 1946 à Oslo en Norvège. Il est interné comme prisonnier de guerre en Angleterre d'abord dans un centre de détention de Island Farm Special Camp 11 jusqu'au 19 août 1946, puis transféré dans le Camp 186 jusqu'au 12 mai 1948 pour son rapatriement jusqu'au 17 mai 1948, date de sa libération.

## Promotions militaires
| Fahnenjunker               | 27 février 1908    |
| Fahnenjunker-Gefreiter     | 13 juin 1908       |
| Fahnenjunker-Unteroffizier | 20 août 1908       |
| Fähnrich                   | 18 octobre 1908    |
| Leutnant                   | 19 août 1909       |
| Oberleutnant               | 27 janvier 1915    |
| Hauptmann                  | 25 novembre 1916   |
| Major                      | 1er février 1930   |
| Oberstleutnant             | 1er février 1934   |
| Oberst                     | 1er décembre 1935  |
| Generalmajor               | 1er octobre 1939   |
| Generalleutnant            | 1er septembre 1941 |
| General der Artillerie     | 1er septembre 1943 |

## Décorations
- Croix de fer (1914)
  - 2e Classe (27 octobre 1914)
  - 1re Classe 26 avril 1916)
- Croix de chevalier de l'Ordre de Frédéric, 2e Classe avec glaives : 25 février 1915.
- Croix d'honneur de Schwarzbourg, 3e Classe avec glaives : 7 avril 1915.
- Croix du Mérite militaire (Autriche) 3e Classe avec décorations de guerre : 22 septembre 1917.
- Étoile de Gallipoli : 18 novembre 1917.
- Ordre de Bravoure (Bulgarie), 4e Classe (1er Grade) : février 1918.
- Croix d'honneur pour combattants 1914-1918 (20 janvier 1935)
- Agrafe de la Croix de fer (1939)
  - 2e Classe
  - 1re Classe
- Ordre de la Couronne yougoslave (en), 3e Classe : 1er décembre 1938.
- Médaille de service de la Wehrmacht
  - 1re Classe (Croix des 25 années de service)
  - 3e Classe (Médaille des 12 années de service)
- Ordre de la Croix de la Liberté (Finlande), 1re Classe avec glaives le 7 mai 1942
- Croix allemande en Or le 9 mars 1945 en tant que General der Artillerie et Commandant du LXX. Armeekorps.